# Friedrichshafen (Schiff, 1966)

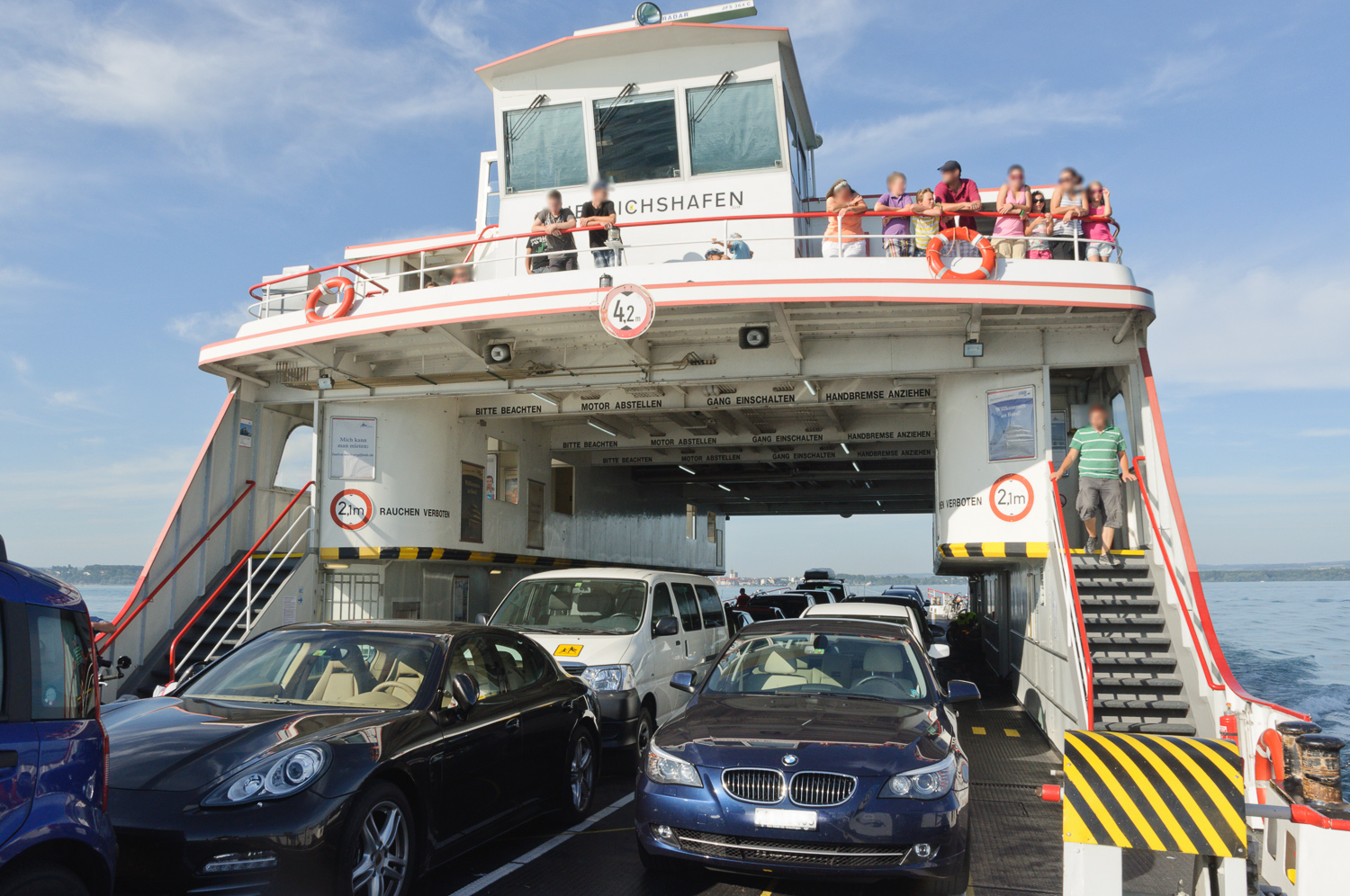
MF Friedrichshafen Autodeck

Die Motorfähre Friedrichshafen ist eine Autofähre der Fährlinie Friedrichshafen–Romanshorn auf dem Bodensee. Das Schiff wurde 1966 von den Schweizerischen Bundesbahnen (SBB) als Rorschach in Dienst gestellt und ab 1983 an die Deutsche Bundesbahn verchartert, die die Fähre in Friedrichshafen umbenannte.

## Geschichte

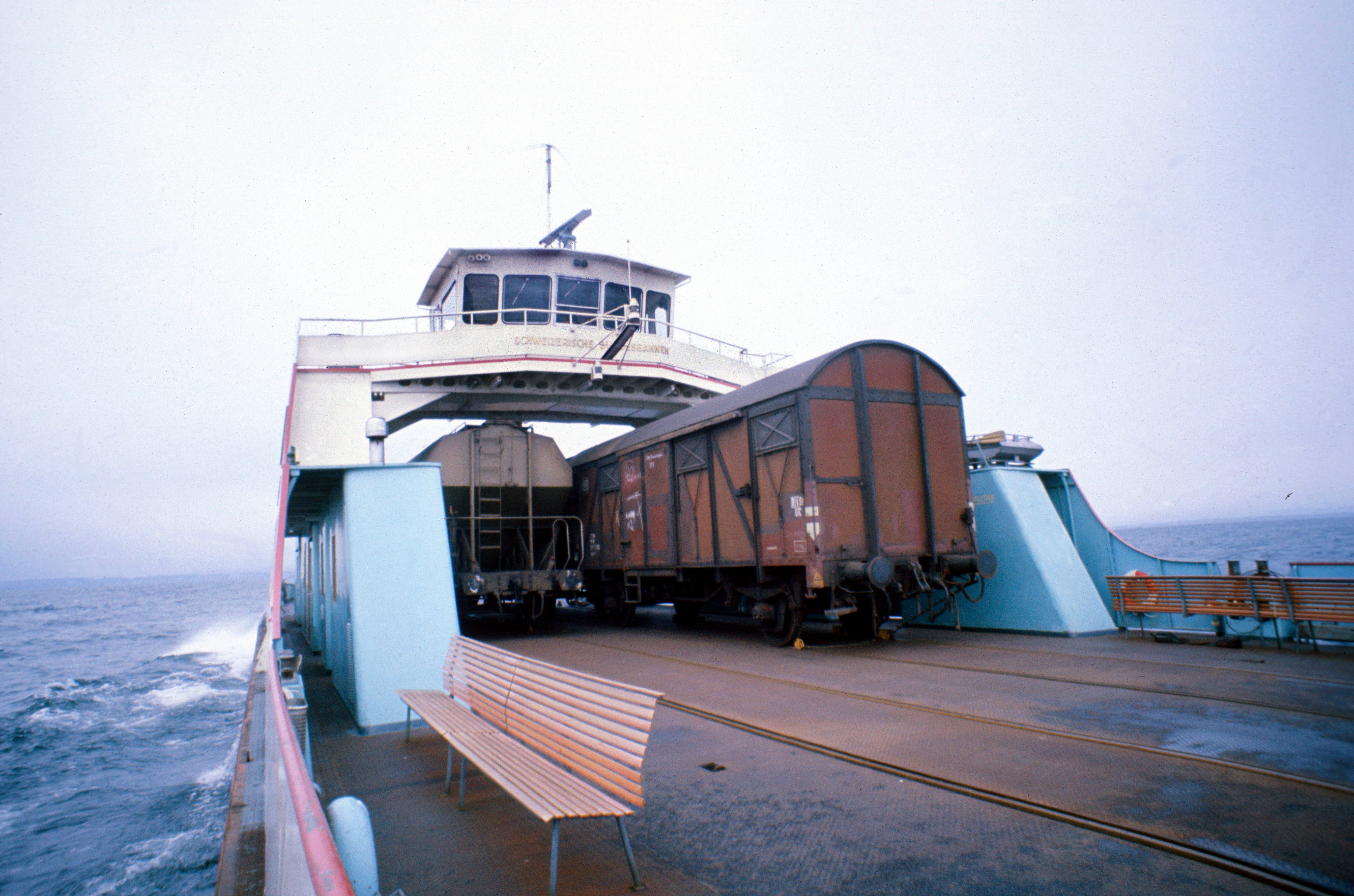
Die Rorschach vor dem Umbau im Eisenbahn-Trajektverkehr, 1976.

Die Rorschach war die zweite Motor-Trajektfähre der SBB nach der Romanshorn und wurde 1965 bei der Bodan-Werft in Kressbronn am Bodensee in Auftrag gegeben. Bis in die 1970er Jahre wurde sie sowohl für Eisenbahntrajekt- als auch für Autoverkehr genutzt.
1983 wurde die Fähre als Ersatz für die ausgemusterte Schussen zuerst an die Deutsche Bundesbahn verchartert, die sie am 22. März 1983 in Friedrichshafen umbenannte und am 1. April 1983 nach Friedrichshafen verlegt.
Die Fähre wurde in eine reine Autofähre umgewandelt. Mit der Privatisierung der Deutschen Bahn ging die Friedrichshafen 1994 in den Bestand der Bodensee-Schiffsbetriebe über. Sie ist das größte Schiff der BSB.

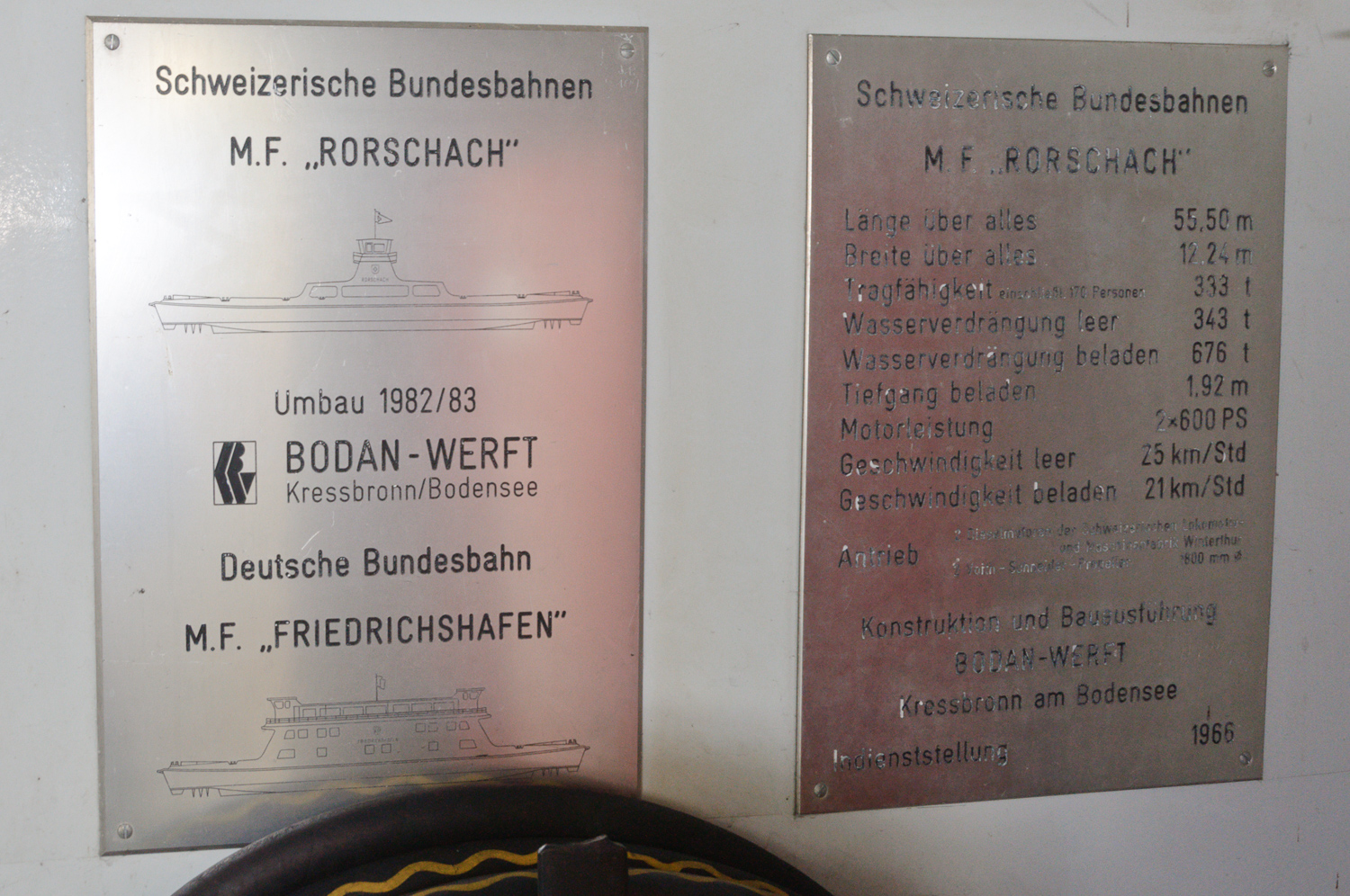
Fabrikschild.

Im Winter 2000/2001 erfolgte eine umfangreiche Renovierung des Schiffs auf der Werft in Fußach und in Romanshorn, nachdem durch die Inbetriebsetzung der Euregia – neben der Romanshorn – eine dritte Fähre zur Aufrechterhaltung des Fahrplans eingesetzt werden konnte. Ein erneuter Umbau wurde im Frühjahr 2006 durchgeführt. Dabei wurde die Fähre mit einem seitlichen Einstiegsdeck direkt auf das Autodeck versehen, was dem zunehmenden Einsatz als Passagier-Kursschiff und Veranstaltungsschiff diente.

## Technische Änderungen
Durch den Umbau stieg die Verdrängung von 343 t auf nun 420,80 t.